# Hello! Project Akagumi
 (novembre 2024).
Si vous disposez d'ouvrages ou d'articles de référence ou si vous connaissez des sites web de qualité traitant du thème abordé ici, merci de compléter l'article en donnant les références utiles à sa vérifiabilité et en les liant à la section « Notes et références ».
Hello! Project Akagumi (groupe rouge) est le nom d'un groupe de J-pop formé à titre provisoire le temps d'une mini-tournée japonaise en 2005, constitué de la moitié des membres du Hello! Project, l'autre moitié formant le groupe sœur Hello! Project Shirogumi (groupe blanc) menant sa propre tournée indépendamment. C'est la première fois qu'une tournée commune du Hello! Project ne se déroule pas avec la totalité des membres, désormais trop nombreuses, lors d'un même spectacle. Les années suivantes, elles seront désormais séparées en deux autres formations: Elder Club (les anciennes) et Wonderful Hearts (les nouvelles).

## Membres
| Morning Musume - Kaori Iida - Mari Yaguchi - Rika Ishikawa - Hitomi Yoshizawa - Ai Takahashi - Makoto Ogawa - Asami Konno - Risa Niigaki - Miki Fujimoto - Eri Kamei - Sayumi Michishige - Reina Tanaka | v-u-den - Erika Miyoshi - Yui Okada Country Musume - Miuna Saitou - Asami Kimura - Mai Satoda Melon Kinenbi - Hitomi Saito - Megumi Murata - Ayumi Shibata - Masae Ohtani | Solistes - Aya Matsuura °C-ute - Erika Umeda - Maimi Yajima - Megumi Murakami - Saki Nakajima - Airi Suzuki - Chisato Okai - Mai Hagiwara |

## Concerts
Hello! Project 2005 Winter ~A HAPPY NEW POWER! Akagumi~
- 1 : Dekkai Uchuu ni Ai ga Aru par Hello! Project Akagumi
- 2 : The Peace! par Hello! Project Akagumi
- 3 : Yeah! Meccha Holiday par Hello! Project Akagumi
- 4 : Koi no Nukegara par v-u-den
- 5 : Hare Ame Nochi Suki par Masae Ootani, Miki Fujimoto, Hitomi Saito, Kaori Iida
- 6 : Koi wo Shichaimashita! par Makoto Ogawa, Megumi Murata, Ayumi Shibata, Asami Konno
- 7 : Minimoni. Jankenpyon! par Risa Niigaki, Reina Tanaka, Maimi Yajima, Saki Nakajima
- 8 : Ai no Sono ~Touch My Heart!~ par Hitomi Yoshizawa, Yui Okada
- 9 : Akai Nikkichou par Ai Takahashi, Sayumi Michishige, Mai Satoda, Airi Suzuki
- 10 : Momoiro Kataomoi par Asami Konno, Rika Ishikawa
- 11 : Koi no Telephone GOAL par Rika Ishikawa, Eri Kamei
- 12 : Genshoku GAL Hade ni Yukube! par Eri Kamei, Aya Matsuura
- 13 : Watarasebashi par Aya Matsuura
- 14 : Morning Coffee par Kaori Iida, Erika Umeda, Asami Kimura, Hitomi Saito, Miuna Saitou
- 15 : FIRST KISS par Airi Suzuki, Reina Tanaka, Aya Matsuura
- 16 : Chokotto Love par Miki Fujimoto, Erika Miyoshi, Mari Yaguchi
- 17 : Shiawase Desu ka? par Kaori Iida, Hitomi Yoshizawa, Ai Takahashi, Mai Satoda, Ayumi Shibata, Masae Ohtani, Megumi Murata, Miuna Saitou
- 18 : Chu! Natsu Party par Megumi Murakami, Makoto Ogawa, Sayumi Michishige
- 19 : Kowarenai Ai ga Hoshii no par Reina Tanaka, Risa Niigaki, Asami Kimura, Aya Matsuura, Rika Ishikawa, Miki Fujimoto, Mari Yaguchi
- 20 : Renai Revolution 21 par Kaori Iida, Hitomi Yoshizawa, Ai Takahashi, Asami Konno, Makoto Ogawa, Sayumi Michishige, Ayumi Shibata, Masae Ohtani, Hitomi Saito, Mai Satoda, Erika Miyoshi, Megumi Murakami, Airi Suzuki
- 21 : Piriri to Yukou! par Mari Yaguchi, Rika Ishikawa, Risa Niigaki, Eri Kamei, Reina Tanaka, Miki Fujimoto, Asami Kimura, Aya Matsuura, Megumi Murata, Miuna Saitou, Yui Okada, Erika Umeda, Saki Nakajima
- 22 : LOVE Machine par Hello! Project Akagumi
- 23 : Koko ni Iruzee! par Hello! Project Akagumi
- 24 : Te wo Nigitte Arukitai par Hello! Project Akagumi
- 25 : THE Manpower!!! par Morning Musume

+ rappels
- 26 : ALL FOR ONE & ONE FOR ALL! par H.P. All Stars